# Jiddischland

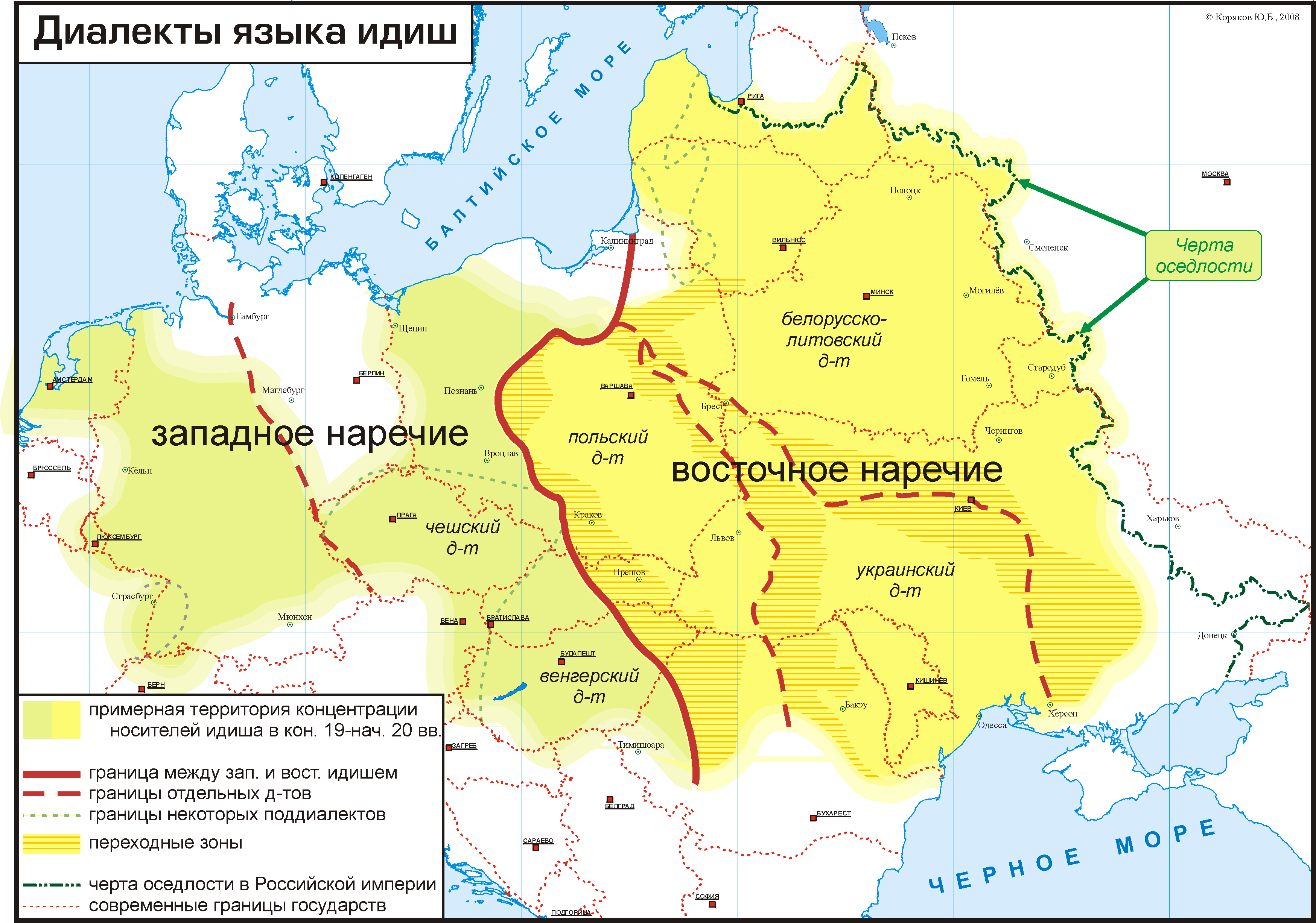
Frühere Verbreitung jiddischer Dialekte, gelb Ostjiddisch mit den Dialekten Nordost- (litauisch-weißrussisches), Südost- (ukrainisches) und Zentraljiddisch (polnisches Jiddisch), grün Westjiddisch mit eigentlichem Westjiddisch im Westen und Übergangsjiddisch im Osten. Grün gestrichelte Linie: Grenzen der Unterdialekte Judäo-Elsässisch (im Südwesten), tschechisches und ungarisches Übergangsjiddisch und Kurländer Jiddisch (im Baltikum). Karte des Linguarium-Projektes der Moskauer Lomonossow-Universität (russisch).

Jiddischland (jiddisch ייִדישלאַנד oder אידישלאַנד) ist eine geographisch unscharfe Bezeichnung für das Gebiet, in dem sich die jiddischsprachigen Gemeinden Mittel- und Osteuropas vor der nationalsozialistischen Judenvernichtung, dem Holocaust, befanden und in dem Jiddisch als Verkehrssprache innerhalb der jüdischen Gemeinden benutzt wurde.
Der Begriff bezeichnet kein eindeutig territorial und staatlich abgegrenztes Gebiet, sondern jenes Territorium, in dem sich die meisten Shtetl und jiddischsprachigen Dörfer befanden. Dieses Gebiet lag hauptsächlich im Ansiedlungsrayon im ehemaligen Russischen Kaiserreich und umfasst heute Teile Polens, Litauens, der Belarus, der Ukraine, Rumäniens und Ungarns. Die Bevölkerung vor dem Holocaust wird auf 11 Millionen jiddischsprachige Personen geschätzt. Dabei bezieht sich Jiddischland ausschließlich auf das ostjiddische Gebiet. Das Westjiddische war bereits vor dem Holocaust im Rahmen der Judenemanzipation weitgehend im Deutschen aufgegangen.